# Scelgo ancora te
Scelgo ancora te è il quarto singolo della cantautrice Giorgia estratto dall'album Oronero, pubblicato il 1º settembre 2017.

## Descrizione
Scelgo ancora te è una ballata romantica con testo scritto da Giorgia  e musica composta da Giorgia, James Morales, Matthew Morales, Julio David Rodriguez, Jana Ashley.
Il testo è una chiara dichiarazione d'amore, la voglia e la sicurezza di amare una persona nonostante i mille problemi e le distanze che si vengono a creare, la promessa appassionata di scegliere sempre quella, e di risolvere i problemi affrontandoli e non ignorandoli, per poi tornare a essere una coppia più forte e salda di prima.

## Video musicale
Il 25 agosto 2017 tramite i suoi canali social, la cantante annuncia il quarto singolo estratto dall'album, il brano Scelgo ancora te, mostrando un breve trailer con delle immagini tratte dal videoclip ufficiale, in rotazione radiofonica dal 1º settembre 2017.
Un'anteprima del videoclip, girato dal regista e compagno della cantante Emanuel Lo (coprotagonista assieme alla cantante del video), viene presentata il giorno stesso e in anteprima assoluta al TG1 da Vincenzo Mollica.
Nel videoclip, man mano che scorrono le immagini, si scopre che tratta della loro storia d'amore, da cui è nato il regalo più grande, il figlio Samuel, che si intravede nelle ultime scene del videoclip.

## Tracce
1. Scelgo ancora te – 3:26 (Giorgia, James Morales, Matthew Morales, Julio David Rodriguez, Jana Ashley)

## Successo commerciale
Ancora prima di entrare in rotazione radiofonica, il singolo raggiunge la Top80 dei brani più scaricati in Italia nella piattaforma di download digitale iTunes e la posizione 40 della classifica EarOne dei brani italiani più trasmessi in radio.
Giorno 8 Settembre il videoclip su YouTube nel canale ufficiale di Giorgia supera 1.000.000 visualizzazioni dopo una settimana dalla pubblicazione.
Il 20 novembre 2017 il brano viene certificato da FIMI disco d'oro per le oltre 25 000 copie vendute. Il 3 giugno 2019 il singolo è stato certificato disco di platino da FIMI per le oltre 50 000 copie vendute.

## Classifiche
| Classifica (2017)         | Posizione massima |
| ------------------------- | ----------------- |
| Italia                    | 84                |
| Italia (airplay)          | 15                |
| Italia (airplay italiane) | 6                 |
| Italia (airplay TV)       | 1                 |